# Montigny-lès-Condé
 Montigny-lès-Condé  là một xã ở tỉnh Aisne, vùng Hauts-de-France thuộc miền bắc nước Pháp.